# 動態保存中の蒸気機関車

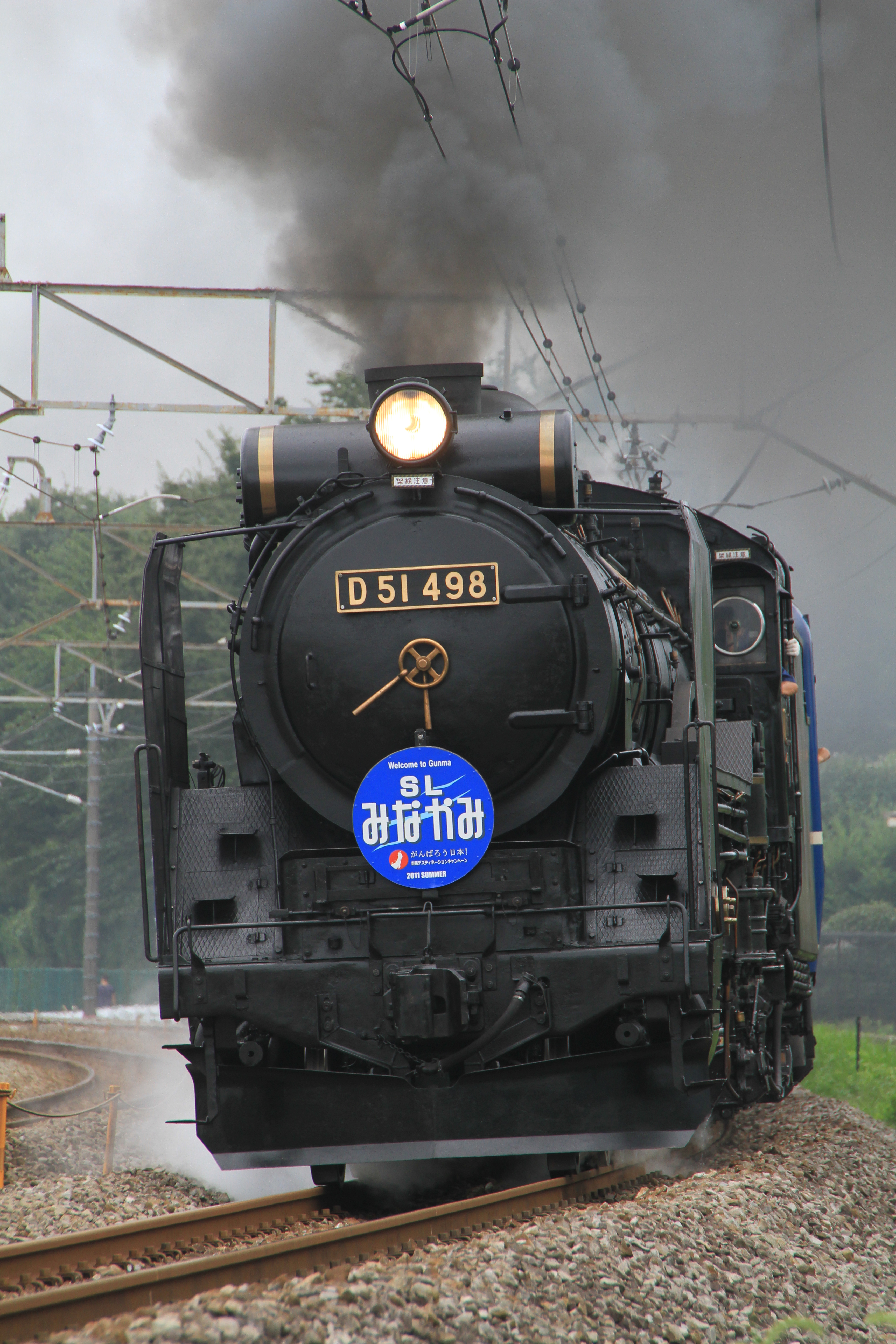
動態保存されているSLの一つ「デゴイチ」として親しまれているD51 498（2011年7月）

動態保存中の蒸気機関車（どうたいほぞんちゅうのじょうききかんしゃ）とは、動作可能な状態で保存（動態保存）されている蒸気機関車（SL）のこと。

## 日本
1976年（昭和51年）の大井川鉄道（現・大井川鐵道）での保存運転より始まった。現在でも走行可能な状態のSLを代表的な牽引列車とともにまとめた。
近年では産業遺産としての価値が見直されるほか、観光資源としての活用が望めるなど、動態保存のニーズも多くなっている。東日本旅客鉄道（JR東日本）ではSLが足りなくなることが出てきたため、日本各地で静態保存されている国鉄制式のSLの調査に2009年（平成21年）から乗り出し2011年（平成23年）に3両目、2014年（平成26年）に4両目のSLを動態復元させた。またSLの維持保守、さらにSLの運転が可能な乗務員の更新育成など、課題も多くなっている。一方でCO2排出抑制の観点から、大井川鐵道が代替燃料による試験運転を実施するなど、燃料や環境に対する問題への取り組みも始まっている。

### JR北海道

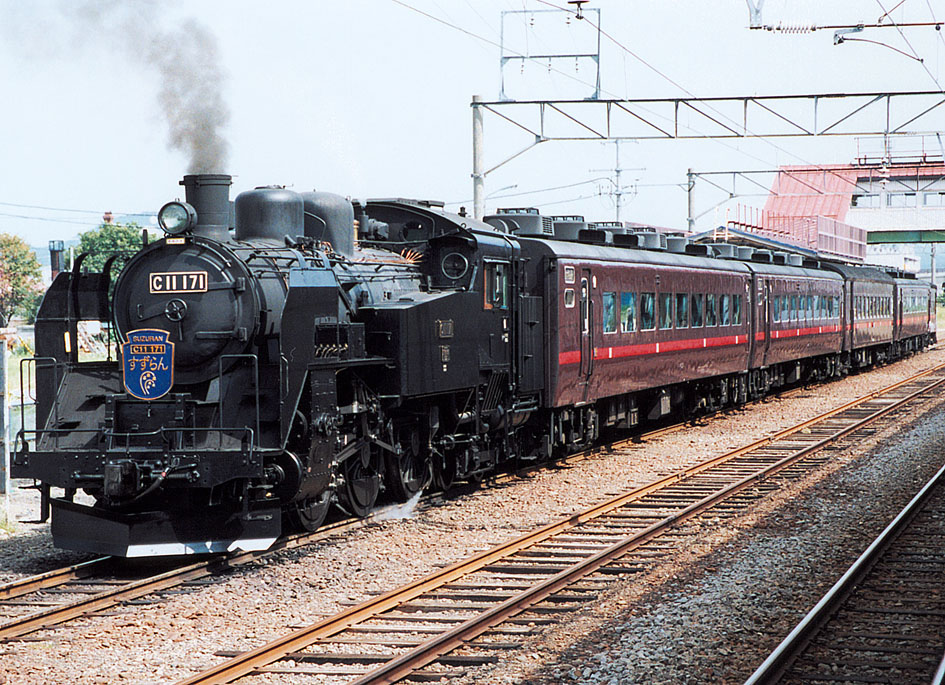
C11 171

JR北海道におけるSLの動態保存は、1988年（昭和63年）に復元されたC62 3（後述）が嚆矢である。同機による列車は民間有志によるボランティア事業として運行されていたが、不祥事や資金難により1995年（平成7年）に運行を終了。代わりにJR北海道が1999年（平成11年）から2000年（平成12年）にかけて自社でC11形を2両動態復元することとなった。その後整備や資金の難から1両が長期にわたって運用を離脱し、最終的には東武鉄道に貸し出されることになった。現在JR北海道で運用されているSLは、事実上C11 171の1両のみである。
- C11 171 - 「SL冬の湿原号」
  - 1999年（平成11年）に動態復元。現在の北海道のSL列車牽引主力機。過去には「SLすずらん号」「SL函館大沼号」「SLふらの・びえい号」など他路線での運用経歴もある。

### JR東日本
1987年（昭和62年）の会社発足時には、のちに秩父鉄道へ移籍するC58 363のみが在籍していた。その後は、真岡鐵道が運行するC12 66とC11 325（のちに東武鉄道へ移籍）の2両のタンク機関車の動態復元工事を行ったほか、1988年（昭和63年）からはD51 498をはじめとする4両のテンダー機関車を動態復元させ、3か所（上越線・信越本線・磐越西線。かつては釜石線も含めた4か所）において定期的な動態保存運転を行っている。いずれの車両もATS-P形とATS-Ps形およびデジタル無線搭載で、東日本管内の全区域にて運転可能。
- D51 498 - 「SLぐんま」
  - 1988年（昭和63年）に動態復元。
- C57 180 - 「SLばんえつ物語」
  - 1999年（平成11年）に動態復元。
- C61 20 - 「SLぐんま」
  - D51 498の代理牽引機としての名目で、JR東日本3両目の動態保存機として2011年（平成23年）に動態復元。
- C58 239 - 旧「SL銀河」
  - 東北地方の観光面からの震災復興支援と地域の活性化を目的として、JR東日本4両目の動態保存機として2014年（平成26年）に動態復元。2023年（令和5年）定期運用終了。

### JR西日本
梅小路蒸気機関車館（現・京都鉄道博物館）の所属機関車を継承したことからSLの在籍数は5両とJR他社に比較して多い。いずれも動態保存状態で、このうち本線運転可能なSLは下記の2両である。うち1両は製造時から車籍を保持しており、本線運用から退いたC56 160を除くと日本で唯一の存在である。
- C57 1 - 「SLやまぐち号」
  - 1979年（昭和54年）に「SLやまぐち号」の牽引機として、保存運転を開始した、国鉄・JRにおけるSL保存運転の嚆矢。2017年（平成19年）で竣工・動態運転80周年。2009年（平成21年）に、炭水車を新たに製作し取り替えた。その後も2010年（平成22年）にはボイラーの大規模改修、2014年（平成26年）には主台枠とシリンダーの一部[1]・ピストンを新たに製作して取り替えている。
- D51 200 - 「SLやまぐち号」
  - 梅小路蒸気機関車館での構内運転用であったが、2014年（平成26年）秋より本線復帰のための全般検査と各種改造が行われた。2017年（平成29年）に整備が完了し、同年11月25日に「SLやまぐち号」の牽引で営業運転開始[2]。2018年（平成30年）5月に、それまでの役割を担っていたC56 160と交代し、本格的に運用を開始。なお、車籍は一度抹消されているが、静態保存機になったことはない。

### 大井川鐵道
先述のとおり日本のSL動態保存のパイオニアであり、最盛期には8両の動態保存機を有していた。その後運用の都合や資金難から4両が静態保存に移行し、2両が運用を離脱している。しかし2022年（令和4年）9月からは、兵庫県の播磨中央公園で静態保存されていたC56 135を修復中で、2025年（令和7年）の春までに運行を開始する予定。また、他社が現役時代そのままの外観を維持している中、SLに対しアニメーション作品とコラボした派手な装飾を行っていることも特筆される。
- C10 8 - 「かわね路号」
  - 1997年（平成9年）に動態復元。C10形としては唯一の保存機。
- C11 190 - 「かわね路号」「きかんしゃトーマス号」
  - 2003年（平成15年）にお召し仕様で動態復元。一時期、通常仕様での運転も行った。

#### 運用離脱中の動態保存機
- C11 227 - 「かわね路号」「きかんしゃトーマス号」
  - 日本最初の営業用動態保存機。2021年（令和3年）9月28日からは運用離脱中。
- C56 44 - 「かわね路号」「きかんしゃジェームス号」
  - 1980年（昭和55年）に動態復元。ボイラー老朽化により2003年（平成15年）12月17日付で休車となったが、部品取り機であったC12 208とボイラーを交換の上、2007年（平成19年）10月7日に保存運転再開。しかし不具合のため、2019年（令和元年）9月2日からは運用離脱中。

### 真岡鐵道

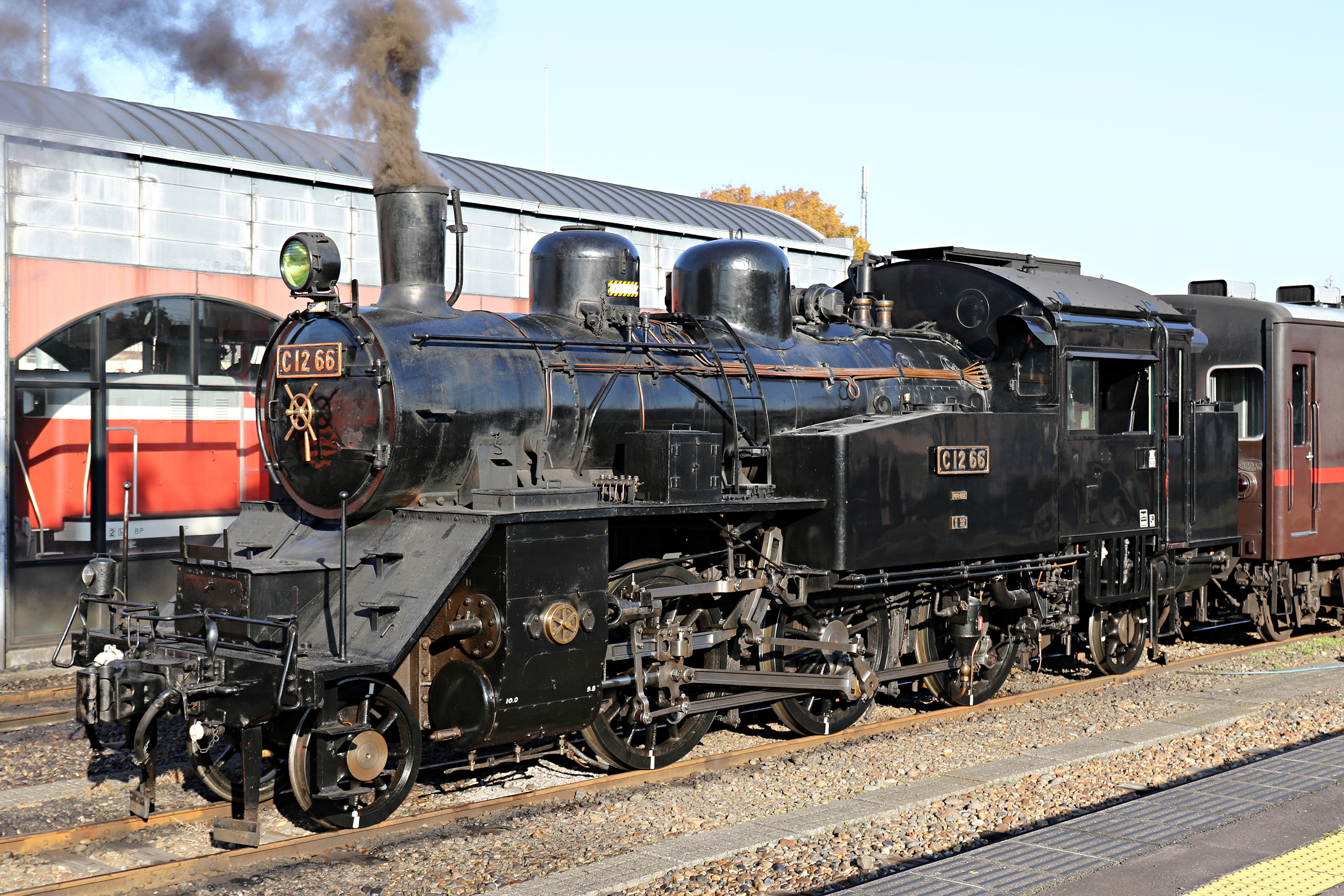
C12 66

1990年代にJR東日本の協力で2両のSLを復元した。しかし資金難により1両は競売によって東武鉄道に譲渡され、在籍するのは1両となっている。なお全般検査はJR東日本に委託している。
- C12 66 - 「SLもおか」
  - 1994年（平成6年）に動態復元。「SLもおか」運行開始時からの牽引機。

### 秩父鉄道

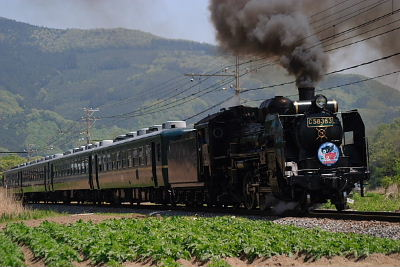
C58 363

国鉄末期に復元されたC58 363をJR東日本から譲受して運行している。当初は貸出運転にも積極的であったが、保有者の移行にともないほとんど行われなくなっている。真岡鐵道と同様に、全般検査はJR東日本に委託している。
- C58 363 - 「SLパレオエクスプレス」
  - 1988年（昭和63年）に動態復元。2001年（平成13年）までは、JR線内の臨時列車にも度々出張運転を行った。近年では2011年（平成23年）に上越線でJR線乗入運転が行われている。

### 東武鉄道
2010年代に運行を開始した、日本で最も新しい動態保存事業者である。最初の2両は他社で動態復元されながら資金難で運行されていなかった車両だった。3両目となるC11 123は自社復元機となった。
- C11 207 - 「SL大樹」
  - 2000年（平成12年）にJR北海道で動態復元されたが、その後整備上の都合から運行されなくなっていた。2016年（平成28年）に東武鉄道（所有は東武博物館）がJR北海道から借り受け、2017年（平成29年）8月10日より「SL大樹」として運行している[3]。
- C11 325 - 「SL大樹」
  - 1998年（平成10年）に真岡鐵道で動態復元されたが、資金難から売却されることになった。2019年（平成31年）に行われた一般公募入札[4]の結果、東武鉄道が1億2500万円で落札し、2020年（令和2年）7月30日に引き渡された[5]。その後同年12月26日に運行を開始した。
- C11 123 - 「SL大樹」
  - 2018年（平成30年）から2022年（令和4年）にかけて動態復元が行われ、同年7月18日より運行されている[6]。もともとは江若鉄道が自社発注した国鉄C11形の同型機で、新製導入した際の車番は「C111」（国鉄の1号機とは別の車両）で比叡山にちなんだ「ひえい」の愛称があった。1957年（昭和32年）に雄別鉄道へ譲渡後、釧路開発埠頭に再譲渡されて使用された後個人が保存していたが、動態復元に際しては東武鉄道の創立123周年や同社3両目のSLを記念し、123号機に改番の上運行されている。

### 動態から静態保存に変更されたSL

#### 日本国有鉄道
- C58 1 - 「SLやまぐち号」

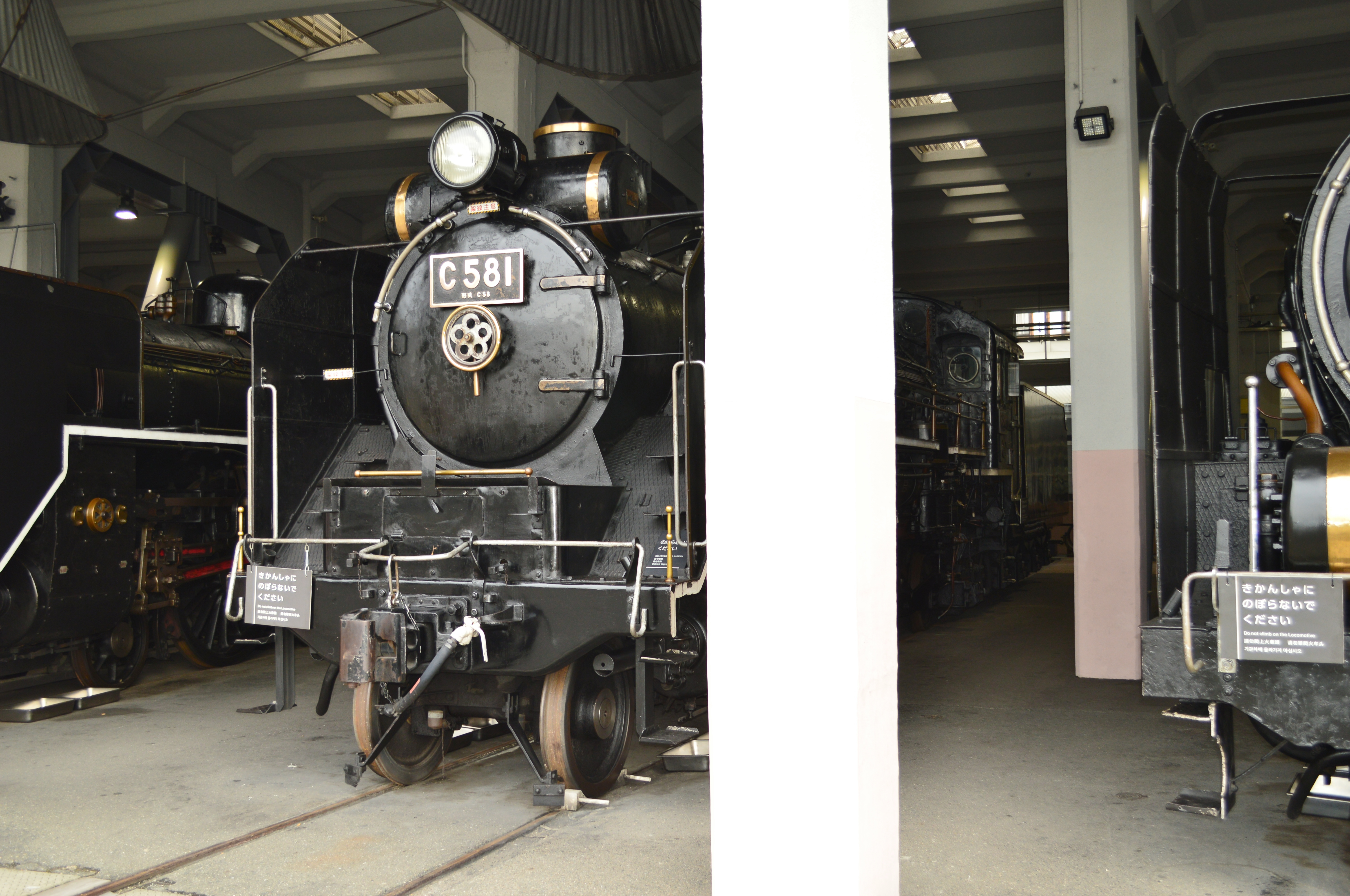
C58 1（静態保存化後）

  - C56 160入線前のC57 1予備機。保存機の整理により、1987年（昭和62年）3月に車籍抹消（除籍）。現在は京都鉄道博物館にて静態保存。

#### JR北海道
- C62 3 - 「C62ニセコ号」

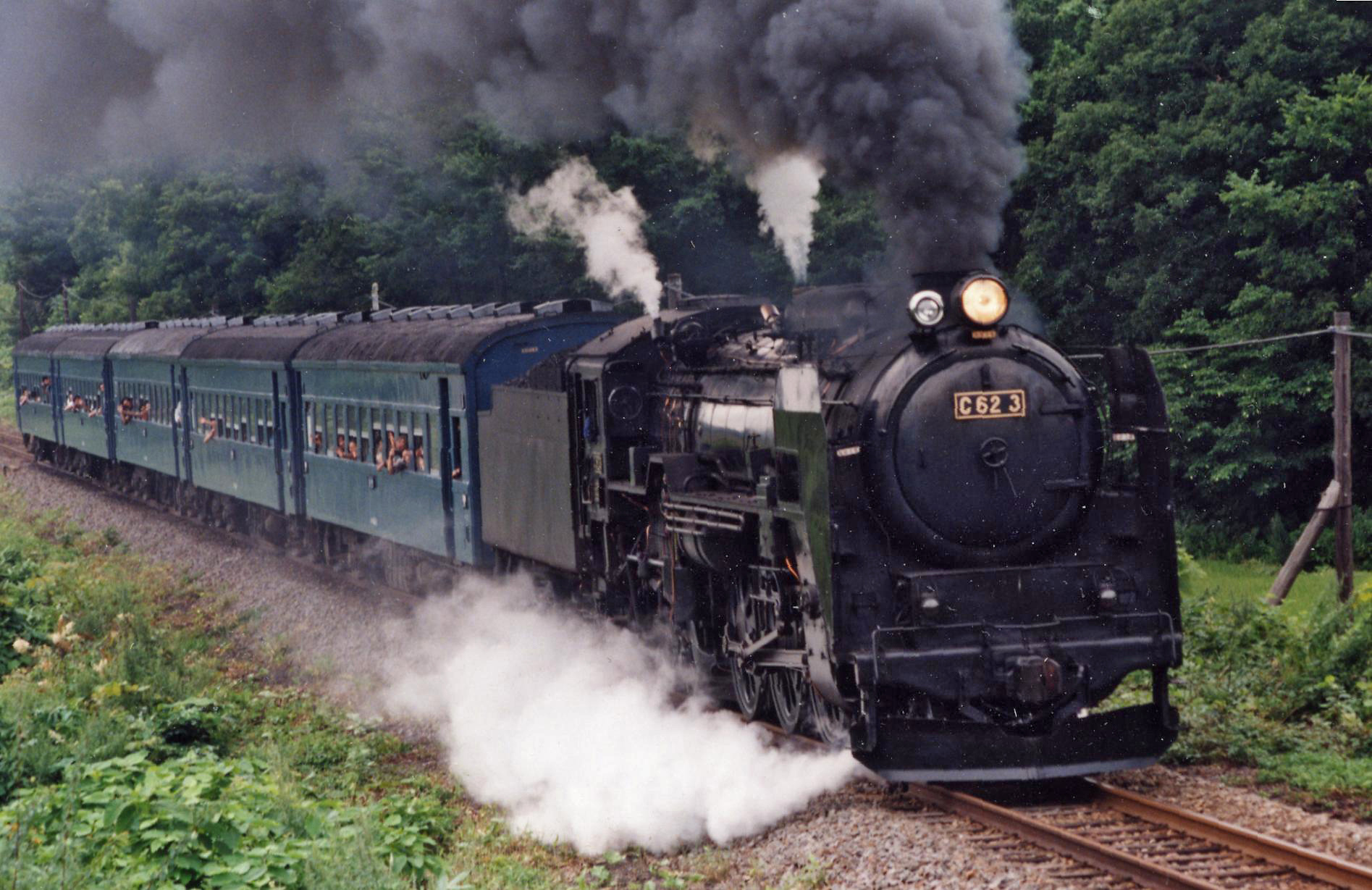
C62 3

  - C11 171動態復元前の動態保存機。資金難のため、1995年（平成7年）11月3日をもって保存運転を終了。現在はJR北海道苗穂工場にて静態保存。JR東日本の動態復元候補に挙がっていたが、JR北海道は譲渡を認めず、動態保存機はC61 20に決定したため、動態復元は幻となった。2010年（平成22年）に準鉄道記念物に指定された。

#### JR九州
- 58654 - 「SL人吉号」

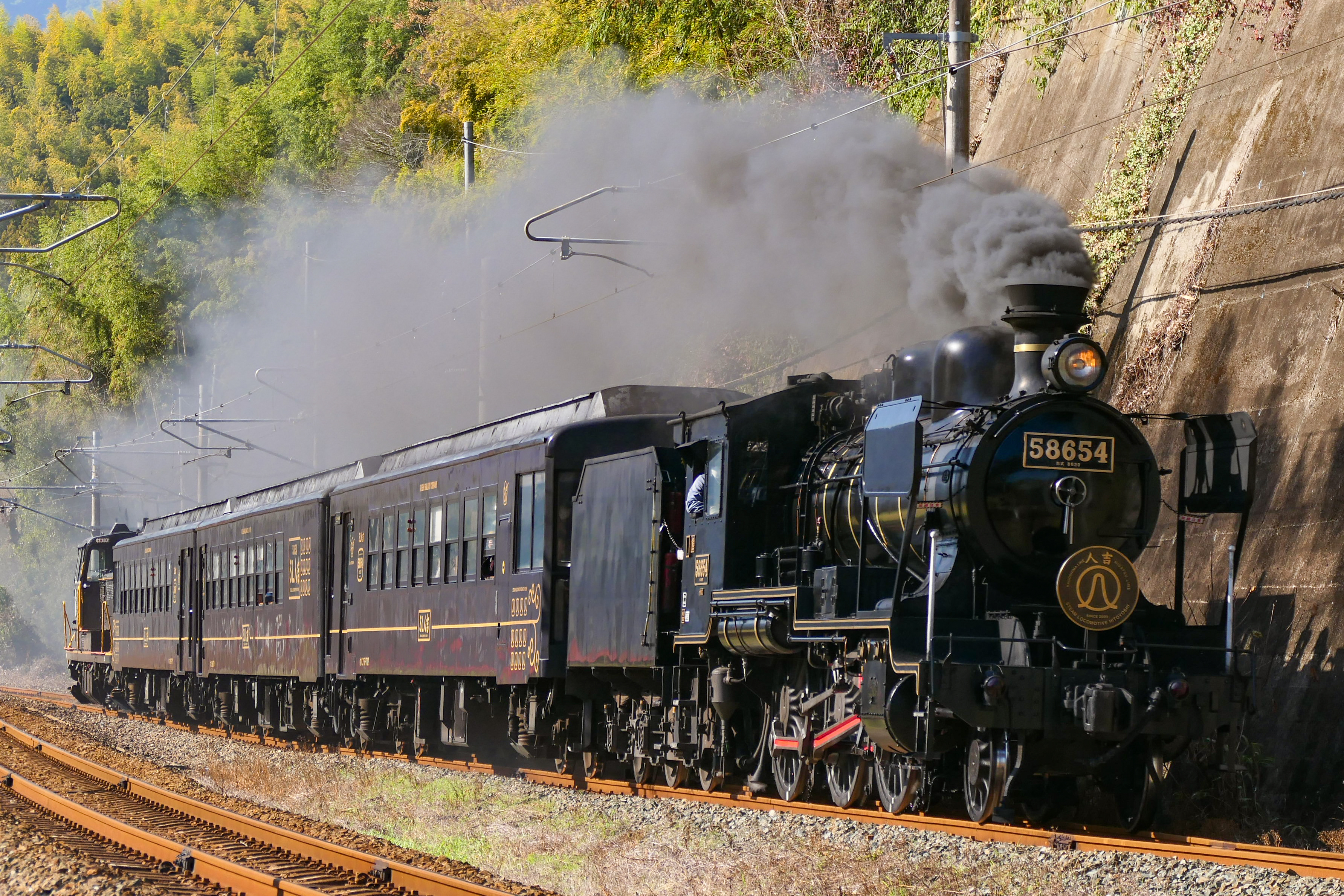
SL人吉号を牽引している58654機関車

  - 九州地方にて動態保存が行われていた蒸気機関車。製造から100年以上が経過し老朽化が著しいこと、部品調達やメンテナンスに必要な技術者の確保が難しくなっていることを理由に、2024年3月をもって本機の運転を終了すると発表[7]、同年3月24日で運行を終了[8]。運行終了の式典後に人吉市に無償譲渡される方針が明らかになり[8]、同年10月2日に人吉駅前に搬入された[9]。一般公開の開始は、機関車が製造された11月18日を予定されている[9]。

#### 西武鉄道
- 1形
  - 1972年（昭和47年）、西武山口線でのSL運転に際し頸城鉄道より2号機を借り入れたもので、新潟県から来たことから「謙信号」の愛称がつけられていた。1977年（昭和52年）に返却。
- 2形
  - こちらは井笠鉄道より1号機を借り入れたもので、先に入線した2号機とのペアという理由で「信玄号」の愛称がつけられた（井笠鉄道は岡山県の路線であり、車両には特に武田信玄との縁はない）。こちらも1977年（昭和52年）に返却。
- 5形
  - 台湾糖業公司（台糖）の専用線で使用されていた車両を譲り受けたもの。1977年（昭和52年）に1形・2形と交代し、運転を開始した。
  - 527は西武園ゆうえんち内でレストランの施設として使用されていたが、2011年（平成23年）6月に台湾に里帰りし、高雄市にある陳中和記念博物館に保存されることになった[10]。
  - 532は西武山口線の運転休止後、元ユネスコ村駅跡地で保存されていたが、北海道の丸瀬布町（現：遠軽町）にある「丸瀬布いこいの森」に移動した。その後2023年（令和5年）に関水金属が引き取り、修繕の後2024年（令和6年）5月に埼玉県鶴ヶ島市のKATO Railway Parkに移動、静態保存されている[11]。

#### 大井川鐵道
- 1275形 - ミニSL
  - 1971年（昭和46年）に日本ステンレス（現：住友金属工業）から購入。同年11月14日に千頭 - 川根両国間のミニSL列車の牽引機として保存運転を開始。一時、テレビドラマのロケ用として伊予鉄道1号機に似せて改装されたが、のちに原形に復旧した。1989年（平成元年）11月26日を以て保存運転を終了。その後は千頭駅構内で静態保存されていたが、1997年（平成9年）4月29日に新金谷駅前の「プラザロコ」へ移された。
- 1号 - ミニSL
  - 1977年（昭和52年）に住友セメント（現・住友大阪セメント）から購入。同年10月7日に千頭 - 川根両国間のミニSL列車の牽引機として保存運転を開始。1275形と同様に、1989年（平成元年）11月26日を以て保存運転を終了。その後、「プラザロコ」へ移された。
- C11 312 - 「かわね路号」
  - 1988年（昭和63年）に動態復元。老朽化により、2007年（平成19年）9月8日のさよなら運転を以て保存運転を終了。翌9日に運用を離脱してからは部品取り機となった。それ以降は新金谷駅構外側線に留置され、他のSLの部品取り機として活用されていた。しかし、2019年（令和元年）10月ごろより修復工事を受け、現在は交流施設「KADODE OOIGAWA」で静態保存されている。
- C12 164 - 「トラストトレイン」
  - 所属会社は大井川鐵道だが、所有は日本ナショナルトラストである。ATS未設置により、2005年（平成17年）4月23日の「トラストトレイン」を以て保存運転を終了。翌24日以降は休車となったが、資金の目処がつかず静態保存に移行した（長期休車となり車籍は残存）。2011年（平成23年）10月7日以降は新金谷駅構内の転車台上で展示されている。その後、運転再開に向けた整備を行う方針であることが2016年（平成28年）9月に発表された。

### 施設内動態保存のSL
テーマパークや博物館などの施設内で運転されているSLについては、以下にまとめる（現在までに運転を終了し静態保存に移行するなどしているものも含む）。

#### 保存蒸機
かつて、SLとして営業用鉄道路線、または専用線、工場内などで実用として使用されていたもの。正真正銘の動態保存蒸機。
- 丸瀬布森林公園いこいの森（北海道紋別郡遠軽町） - 一部に旧武利意森林鉄道武利意幹線跡を転用した延長2kmの園内軌道（軌間762mm）があり、同森林鉄道で使用されていたSL「雨宮21号」（1928年〈昭和3年〉雨宮製作所製）が運行。
- 三笠鉄道村幌内ゾーン（北海道三笠市） - 新日本製鐵室蘭工場や鐵原コークス室蘭工場で使用されていた1934年（昭和9年）製のC形産業用蒸機S-304が、園内の延長約400mの線路を走行する。
- 小樽市総合博物館「アイアンホース号」（北海道小樽市） - 1909年（明治42年）にアメリカのポーター社で製造され、グアテマラで使用されていたSLが動態保存されている。軌間は914mmで、アメリカのテーマパークで使用されていた客車を牽引して体験乗車できる。
- 河北中央公園「いもこ列車」（山形県西村山郡河北町） - 公園内に敷設された軌間762mmで全長130mの軌道を往復走行する。機関車は1948年（昭和23年）ベルギーのアングロ・フランコ・ベルジ社製造の347号。台湾糖業公司渓湖糖廠で使われていた物を購入して、1988年（昭和63年）から公開運転を開始した。野辺山SLランドの蒸気機関車362号と同型である。一時期車両の不具合とアスベスト使用により運転を中止していたが、補修が完了し2007年（平成19年）に公開運転を再開している。補修時に、後部に展望デッキが取りつけられて外観が変化した。2014年（平成26年）にはボイラーの老朽化のため、灯油ボイラーとディーゼル発電機を搭載した炭水車を思わせる形状の補助車両を後部に連結し、ここから蒸気を供給して機関車を駆動する形になっている（写真を参照）。
- 成田ゆめ牧場「まきば線」（千葉県成田市） - 羅須地人鉄道協会の運営で一周420mの周回線上を走る。工場などの設備も併設されている。
- 日本工業大学工業技術博物館（埼玉県南埼玉郡宮代町） - キャンパス内の120mの軌道を走行。機関車は1892年（明治25年）製の2109で、かつて大井川鉄道で運転されていた日本の動態保存蒸機の草分け。
- 修善寺虹の郷「ロムニー鉄道」（静岡県伊豆市修善寺） - 軌間381mmの「超」狭軌鉄道。一周2.4 kmの周回線だが、ロムニー→ネルソン・ネルソン→ロムニーと系統が分かれる。ほとんどがイギリス製の機関車（ノーザン・ロックII号、カンブリア号）だが、金沢工業大学製（村田外喜男教授指導による）C11形のスケールモデルもある。かつては、アーネスト・W・トワイニング号も使用されていた。
- 野辺山SLランド（長野県南佐久郡南牧村） - 軌間762mmで一周350mの周回線上を走行する。機関車の362号は1948年（昭和23年）ベルギーのアングロ・フランコ・ベルジ社製造。前述の河北中央公園に保存されているC形タンク機関車347号と同型で、弁装置はステファンソン式。台湾糖業公司渓湖糖廠で使われていた物をこの遊園地のオーナーが購入し、国内の安全基準の関係上既存のボイラーが使用不可だったため、1986年（昭和61年）の開園時に運転台の後部を拡張して別の灯油ボイラーとディーゼル発電機を搭載する形で動態復元され走行を始めた。2018年（平成30年）8月31日の閉園に伴い、同園での保存運転を終了した。その後2024年（令和6年）6月に、後述の通り埼玉県鶴ヶ島市に新設された関水金属の新工場[12]一帯を、隣接する鶴ヶ丘児童公園と一体化させた地域の新たな拠点として「KATO Railway Park」がオープンし、イギリス風のスタイルに改装された「OLIVER（オリバー）」号として動態保存されている[13][14][11]。
- KATO Railway Park（埼玉県鶴ヶ島市） - 関水金属の新工場に併設された鉄道保存施設。公園と新工場の敷地の外周部に敷設されたナローゲージ「関水本線」は本線のみ762mm軌間と610mm軌間の三線軌条で敷設されており、保存車両を収容する機関庫は3線のうち2線が762mm軌間で、1線が610mm軌間で敷設されている。本線はエンドレスで全周の長さは630mである。車両の運行と公開は特定日のみとなるため、通常は非公開である。前述の野辺山SLランドから譲受した362号をイギリス風に改装し「OLIVER（オリバー）」号として動態保存しているほか、羅須地人鉄道協会が製造したサドルタンク機「OSCAR（オスカー）」号を所有している。
- 博物館明治村（愛知県犬山市） - 『明治村とうきょう』 - 『明治村なごや』間743mを往復する。機関車は1912年（明治45年）製の9号と1874年（明治7年）製の12号。
- 京都鉄道博物館「SLスチーム号」（京都府京都市） - 国鉄が鉄道開業100周年を記念して開設した、日本におけるSLの本格的動態保存施設である梅小路蒸気機関車館を拡張し、2016年（平成28年）4月29日に開館した。館内の線路を運転。一部は車籍を有する。
  - C56 160 - 展示運転のみ（有車籍）
    - 国鉄時代より各地に出張し、その後JR西日本の所有車となってからも「SL北びわこ号」や「SLやまぐち号」などで運用されていたが、JR西日本の恒久的なSL運転継続の実現のため、D51 200の本線運転復活に伴う入れ替わりで、2018年（平成30年）5月27日の「SL北びわこ号」をもって本線運転を終了。その後同年8月に整備が完了し、「SLスチーム号」の牽引機の一つとなった。

  - C62 2 - 同上（有車籍）
  - C61 2 - 同上（有車籍）
  - 8630 - 同上（無車籍）
  - B20 10 - 構内入換など（無車籍）
  - 7105（鉄道記念物） - 2014年（平成26年）、交通科学博物館から移設後、動態整備。

##### 圧搾空気を動力源として可動状態のSL
- 群馬県利根郡川場村ホテルSL - D51 561が2006年（平成18年）8月ごろより修復され、2007年（平成19年）2月22日より圧搾空気で公開の動態保存を実施していたが、運行・保守を担ってきた運転士（後述の山北鉄道公園の運転士と同一人物）が2016年（平成28年）に死去したことで終了となった現在もそのSLホテル跡地に静態保存されている[15]。
- 栃木県真岡市SLキューロク館 - 49671。2013年（平成25年）4月28日開館。約50mの展示走行線路を往復。また、静岡県で静態保存されていたD51 146も同館に移設され、49671同様に走行可能。
- 東武博物館 - 東武鉄道5号。走行はしないが定期的に車輪を動かし、汽笛を吹鳴する。
- 東京都大田区入新井西児童交通公園 - C57 66が動輪可動状態で静態保存されている。
- 神奈川県山北町山北鉄道公園 - D52 70。2016年（平成28年）に町により動態復元作業が進められ、12mの軌道上を走行可能となり、10月14日に一般公開が行われた[16]。ただし、復元作業と稼動に協力していた国鉄OB（前述の川場村ホテルSLの運転士と同一人物）が直後に事故で急逝し、次回予定されていた公開を中止すると報じられた[17]。しかしその後、町が若桜鉄道で同じく圧搾空気で動態保存を行っている鳥取県若桜町に運転維持管理支援要請を行い、若桜鉄道の職員を派遣してもらうことで定期的に整備運行を行うこととなった[18]。
- 新潟県上越市直江津D51レールパーク - D51 827。愛知県の個人所有により静態保存されていたが、2017年（平成29年）4月18日に有田川鉄道公園へ搬入され、大阪の運送業者の所有となって圧搾空気による運転が可能となった。車掌車を連結して乗客を乗せ、園内の200mの線路で有料乗車体験会を実施していた。その後2020年（令和2年）にえちごトキめき鉄道が直江津駅付近に新設した「直江津D51レールパーク」に譲渡され、ポッポの丘から譲受した車掌車とともに乗車体験を実施している。
- 明知鉄道明智駅 - C12 244。明智小学校より、2013年（平成25年）12月に移設。2015年（平成27年）8月9日の「あけてつフェスタ」において、構内走行を披露しており、リニア中央新幹線開業を目標に動態復元を目指す動きがある。また現在不定期ながらも車掌車ヨ18080に乗車し構内のみの体験乗車が行われている｡
- 若桜鉄道若桜駅 - C12 167。転車台の修復がきっかけで若桜駅SL保存会が結成され、兵庫県多可町より譲り受けて、2007年（平成19年）10月21日より圧搾空気による運転を不定期に行っている。

#### 新造蒸機
以下は、施設開設時に新造されたもので、動態のSLではあるが、「保存運転」とは定義し難い。
- やながわ希望の森公園「さくら1号」（福島県伊達市） - 1985年（昭和60年）に当時の伊達郡梁川町が開園した公園。SL列車の運行が始まったのは2年後の1987年（昭和62年）で、阿武隈急行のやながわ希望の森公園前駅近くの西口駅から東口駅までを結ぶ、800mの路線である。機関車は1987年（昭和62年）に協三工業で製造された「B62418」で、3両のボギー客車を牽引する。番号は動軸2軸を示す「B」と列車運転開始日の「昭和62年4月18日」にちなむ。
- スカイピアあだたら（福島県二本松市） - 1988年（昭和63年）に国の公益法人年金福祉事業団が建設した大規模リゾート施設（当初はグリーンピア二本松）で、2004年（平成16年）に年金福祉事業団から二本松市に譲渡され「スカイピアあだたら」として再開業。軌間は762mmで、一周1.3kmの周回線を走る。1987年（昭和62年）に運行開始し、赤字により2008年（平成20年）に終了。機関車は1987年（昭和62年）に協三工業で製造された「B621014」が4両の客車を牽引していた。番号は動軸2軸を示す「B」と列車運転開始日の「昭和62年10月14日」にちなむ。
- むさしの村「むさしの村鉄道」（埼玉県加須市） - 軌間610mmで一周800mの周回線上を走行する。初代のSL形蓄電池機関車を1985年（昭和60年）に新造蒸機に置き換えた珍しい例だが、2004年（平成16年）にSL形蓄電池機関車に再度置き換えられた。蒸気機関車は1985年（昭和60年）に協三工業で製造された「B600720」。番号は動軸2軸を示す「B」と列車運転開始日の「昭和60年7月20日」にちなむ。引退後は那珂川清流鉄道保存会で保存。
- KATO Railway Park（埼玉県鶴ヶ島市） - 詳細は前述も参照。羅須地人鉄道協会が同会6両目の蒸気機関車として製造したサドルタンク機「OSCAR（オスカー）」号（610mm軌間）を所有している。デザインは18世紀イギリスの漫画家のローランド・エメットが描いた数々の蒸気機関車の絵と、イギリスのナローゲージを象徴するハンズレット社製の蒸気機関車を基にしている。部品はイギリスのアンティークショップやオークションで入手したという。
- 東京ディズニーランド「ウエスタンリバー鉄道」（千葉県浦安市） - 同園に1983年（昭和58年）の開園当初から存在するアトラクションの一つで、1.61kmの周回線上を協三工業製の4編成が走行する。
- 碓氷峠鉄道文化むら「あぷとくん」（群馬県安中市） - 軌間610mmで一周800mの周回線上を走行する。1998年（平成10年）イギリス・Winson（英語版）社で製造された。「グリーンブリーズ」号の愛称がある。アプト式機関車の3950形を模している。土休日の昼以外はEC40（10000）形を模したディーゼル機関車で運行される。
- 愛知こどもの国「こども汽車」（愛知県西尾市） - 1974年（昭和49年）に県政100周年記念事業の一環として開園した公園。同年に軌間762mmで機関車2両 (B11, B12) が協三工業で新製された。5両編成の客車を牽引して一周1.135kmの周回線上を走行する。

## 台湾
1997年（平成9年）にCK101が整備されて以来、観光列車用に以下の動態保存機があり、台湾糖業鉄道では短距離ながらも定期的に運行されている。

### 台湾鉄路管理局
- CK101 - 台湾総督府鉄道400形蒸気機関車。彰化機務段。1998年（平成10年）6月に動態復元。
- CK124 - 国鉄C12形蒸気機関車同形。彰化機務段彰化扇形庫（彰化市）。2001年（平成13年）6月に動態復元。
- DT668 - 国鉄D51形蒸気機関車同形。彰化機務段。2011年（平成23年）秋に動態復元。
- CT273 - 国鉄C57形蒸気機関車同形。花蓮機務段。2014年（平成26年）6月に動態復元。

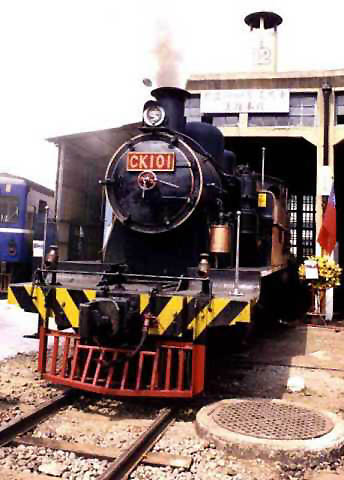
CK101
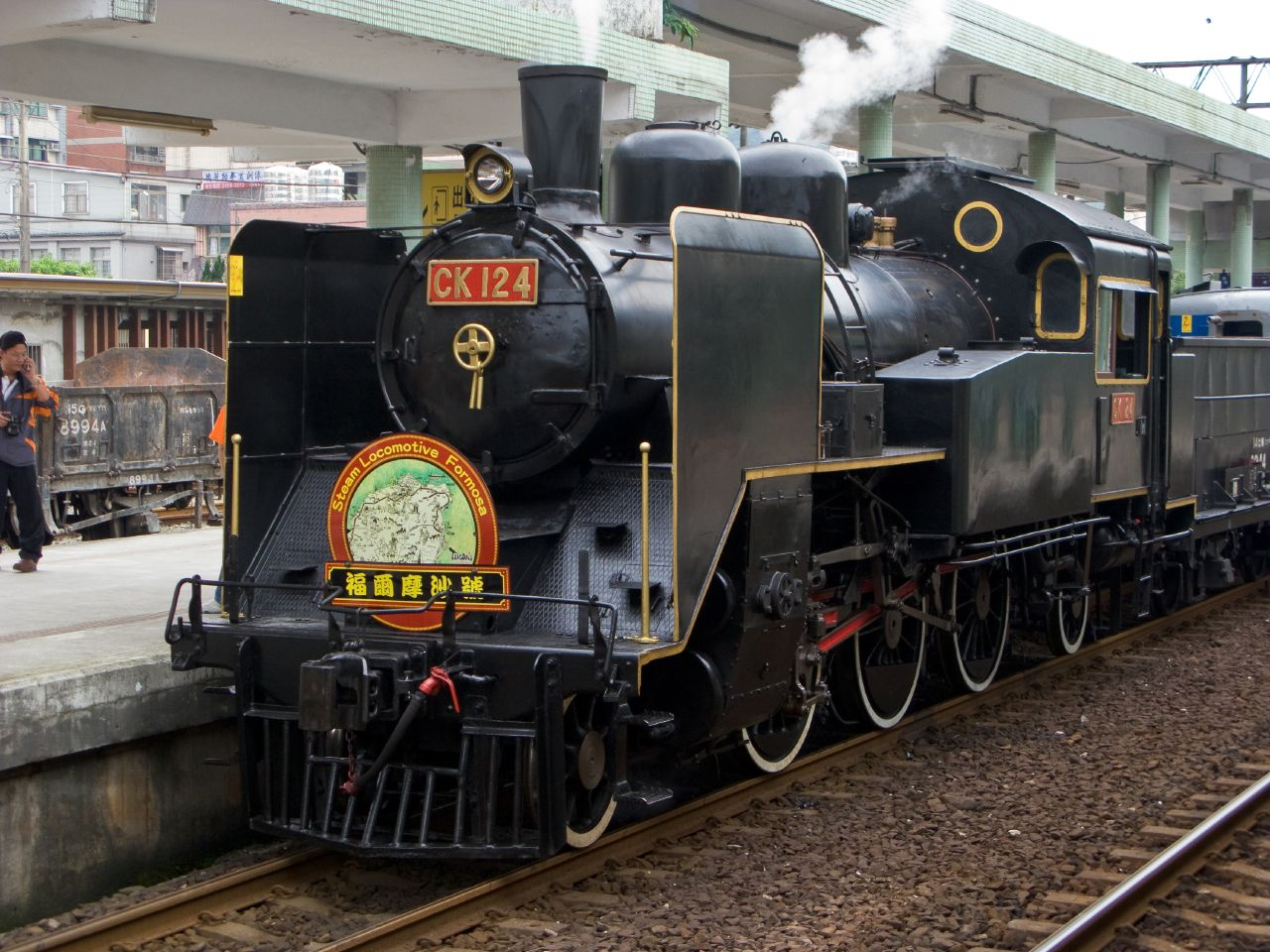
CK124
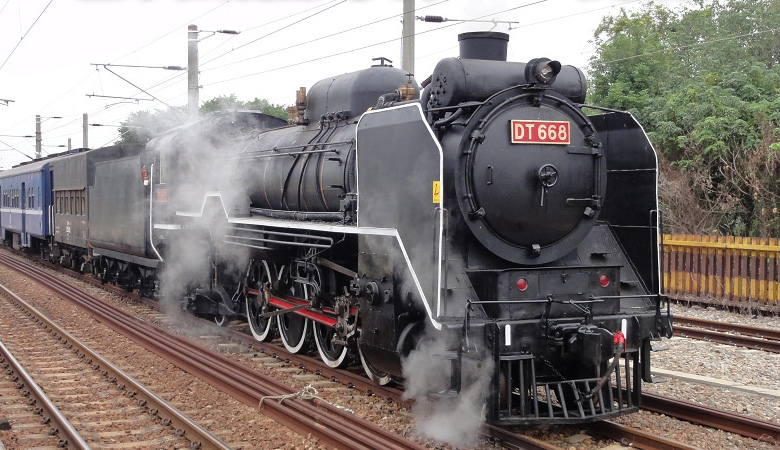
DT668

### 台湾糖業鉄道
- 346 - ベルギーのアングロ・フランコ・ヴェルジ製。渓湖糖廠（彰化県）
- 370 - ベルギーのテュビズ製。烏樹林糖廠（台南市）
- 650 - ドイツのKoppel製。蒜頭糖廠（嘉義縣）

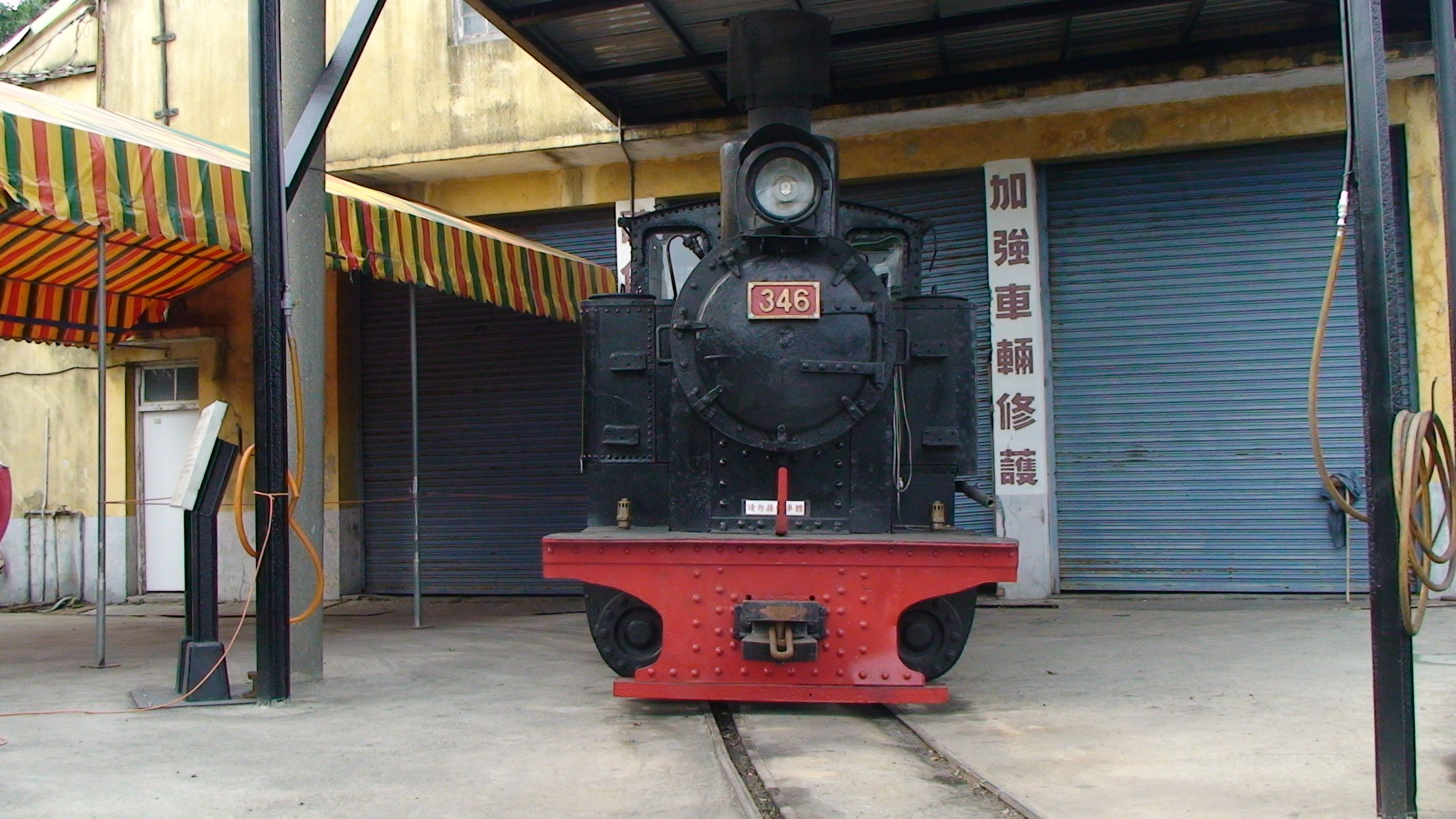
糖鉄346

## アメリカ合衆国
- ノーフォーク・アンド・ウェスタン鉄道 611号機（J形）（en）
- ニッケル・プレート鉄道 765号機（S-2形）
- サザン・パシフィック鉄道 4449号機（GS-4形）
- ユニオン・パシフィック鉄道
  - ユニオン・パシフィック鉄道844号蒸気機関車（FEF-3形）
  - 3985号機（チャレンジャー）
  - 4014号機（ビッグボーイ）[19]

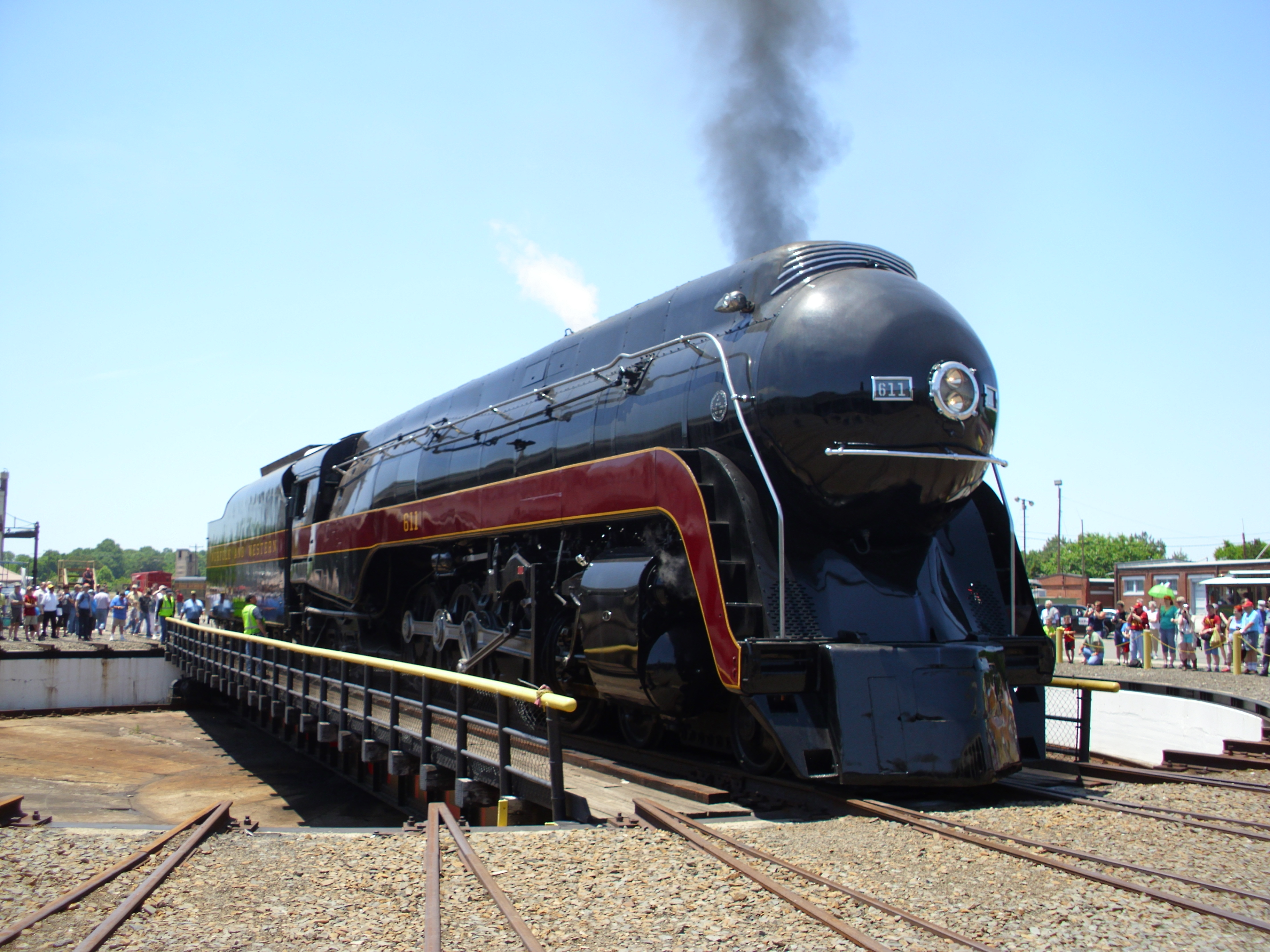
N&W 611号機
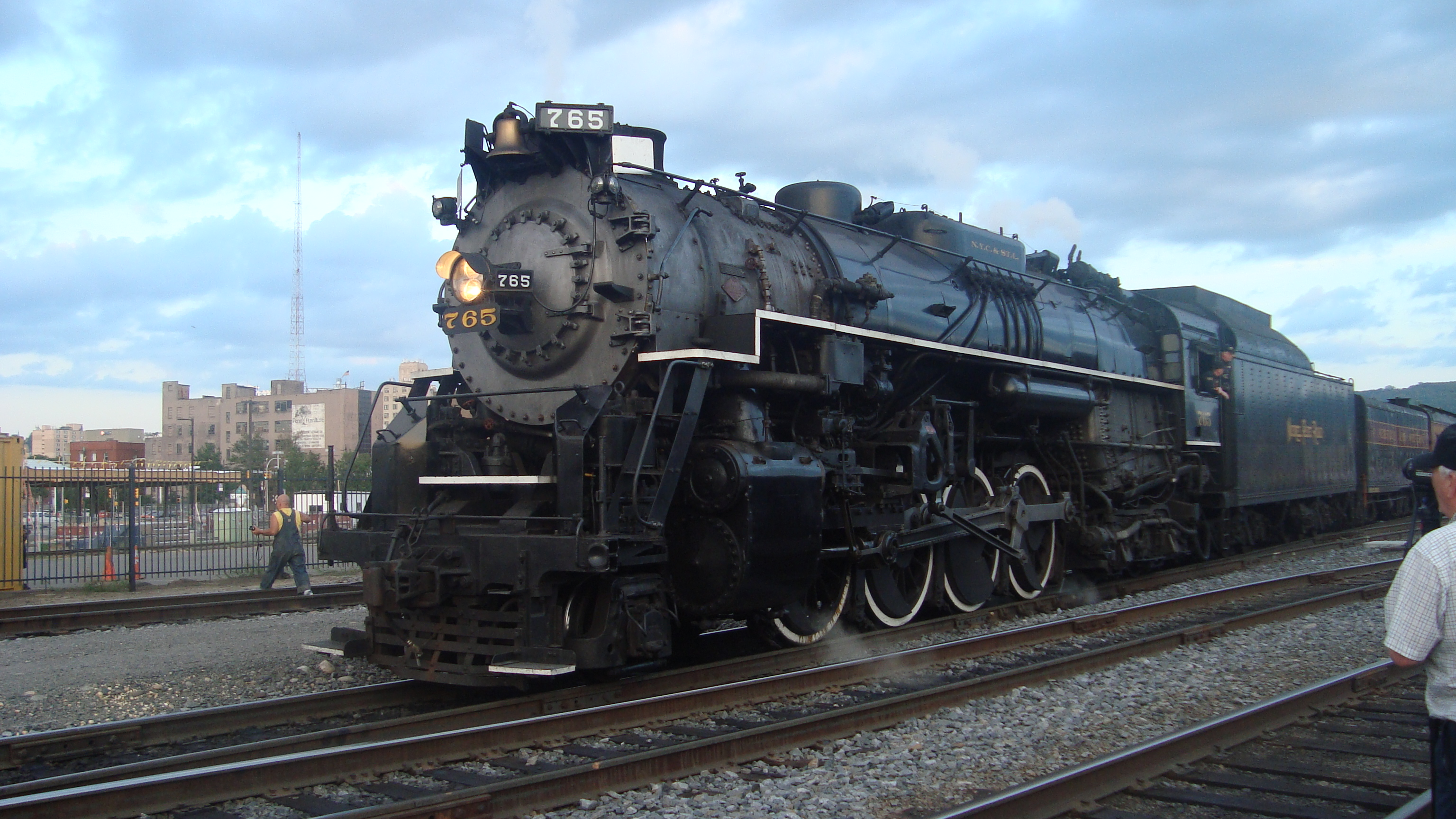
NKP 765号機
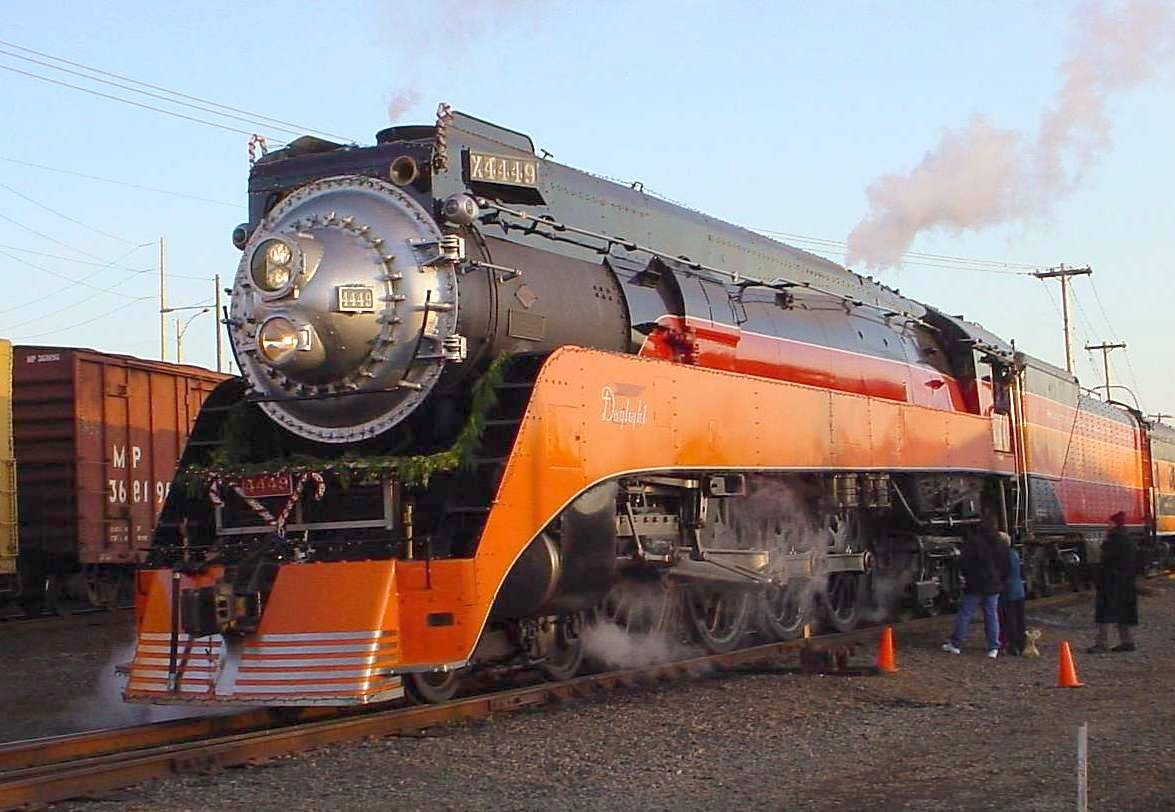
SP 4449号機
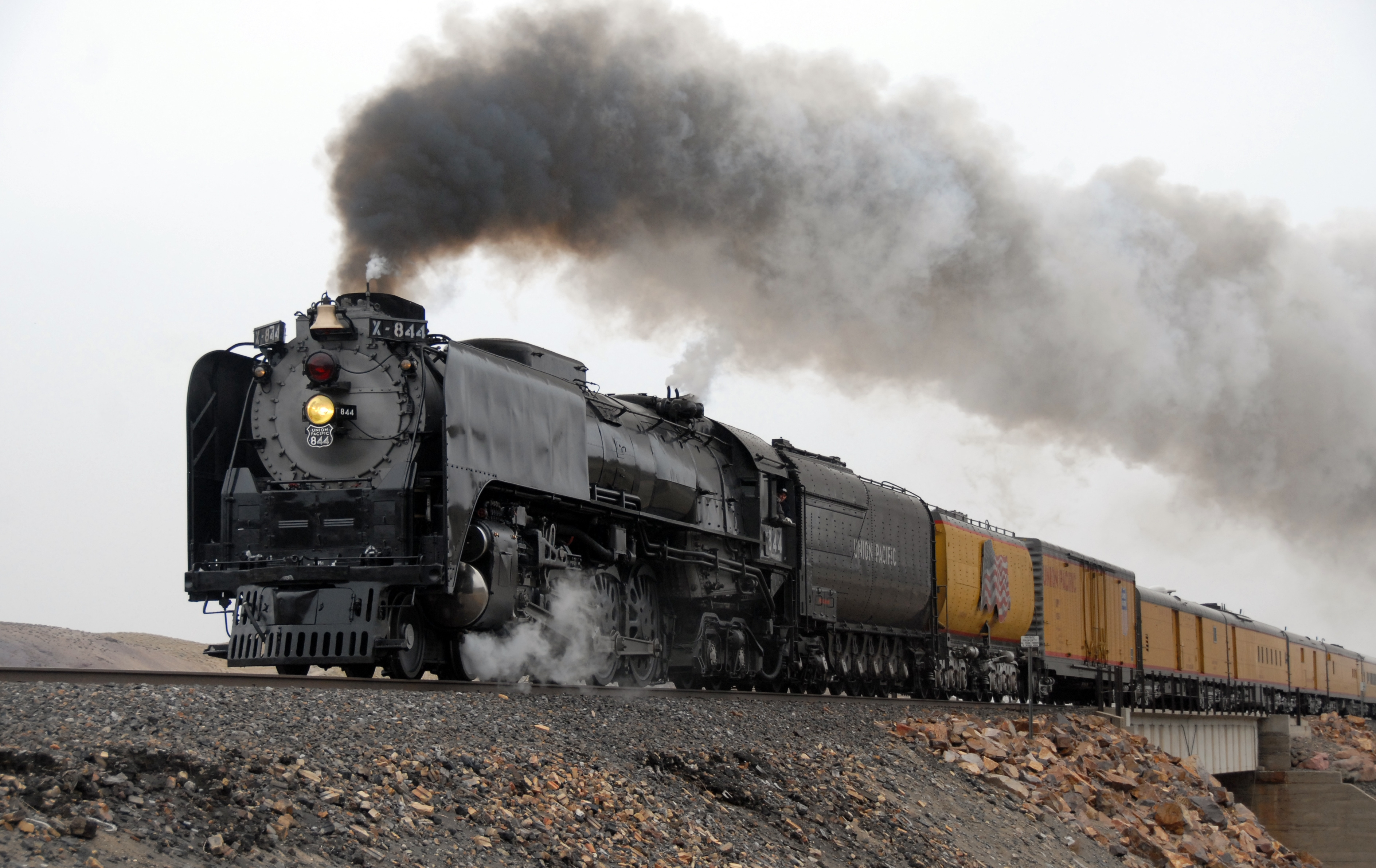
UP 844号機
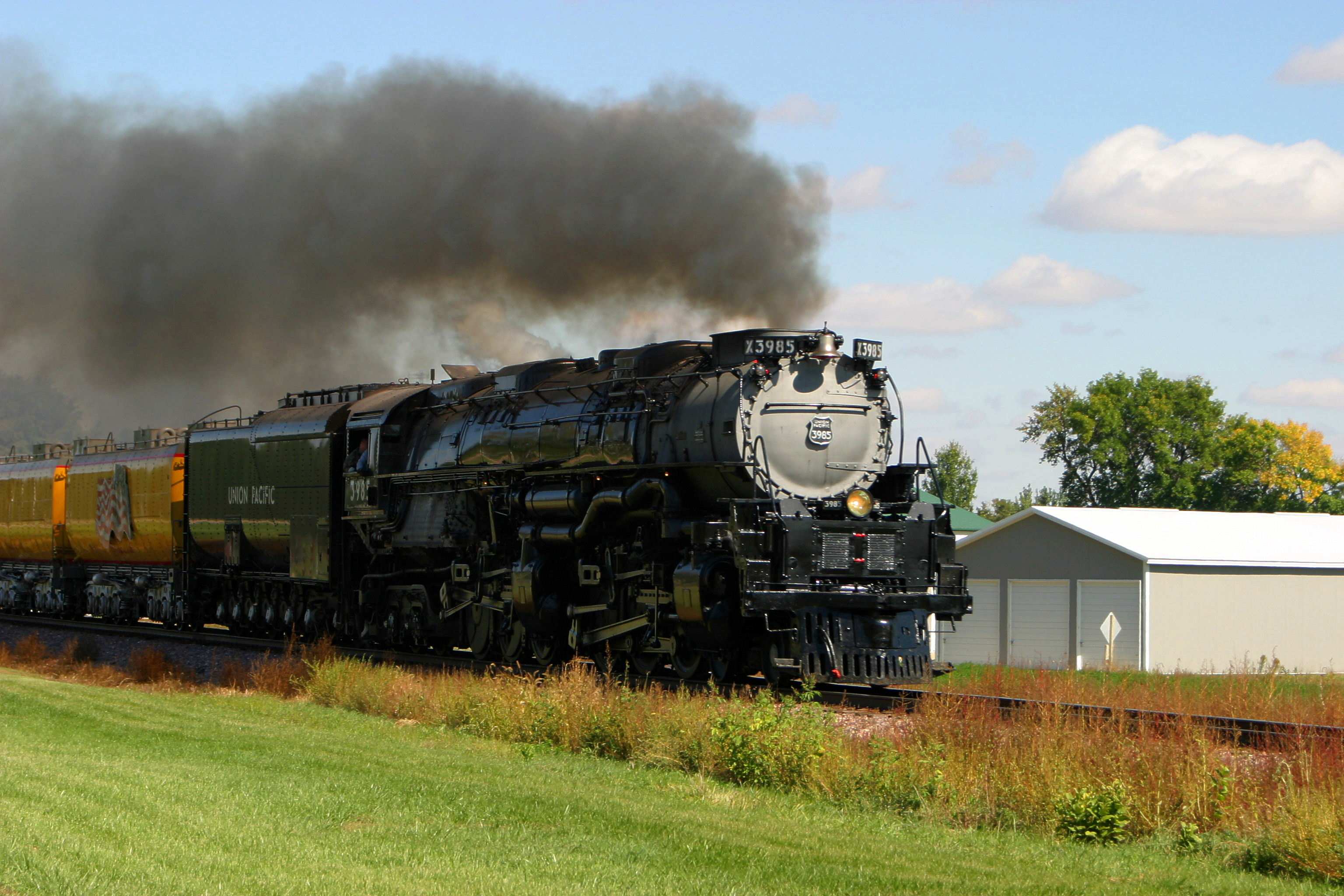
UP 3985号機
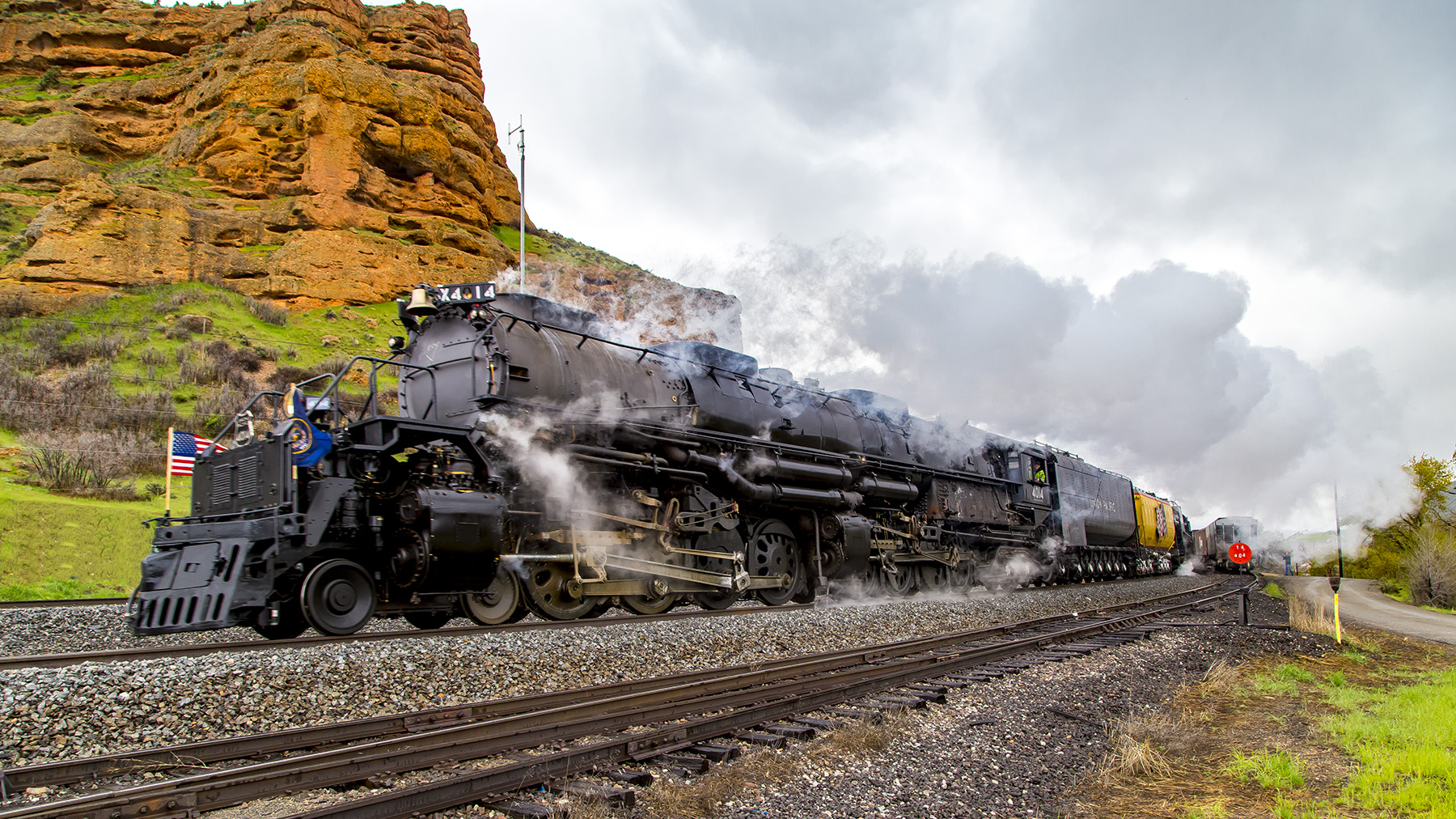
UP 4014号機

以上の大型機は各鉄道の本線上を走行可能なものだが、アメリカ合衆国内にはこの他にも各地の博物館や観光鉄道・保存鉄道で動態保存されている蒸気機関車が多数存在する。

### 保存鉄道・テーマパーク
- デュランゴ・アンド・シルバートン狭軌鉄道
- クンブレス・アンド・トルテック・シーニック鉄道
- ストラスバーグ鉄道（英語版）（ペンシルベニア鉄道博物館（英語版））
- サクラメント・サザン鉄道（英語版）（カリフォルニア州鉄道博物館（英語版））
- ディズニーランド
  - ディズニーランド鉄道
- マジック・キングダム（ウォルト・ディズニー・ワールド・リゾート内）
  - ウォルト・ディズニー・ワールド鉄道
- ナッツベリーファーム
  - ゴーストタウン・アンド・カリコ鉄道（英語版）
    - デンバー・アンド・リオグランデ・ウェスタン鉄道 340号機
    - リオグランデ・サザン鉄道（英語版） 41号機
- レイルタウン1897州立歴史公園
  - シエラ・レイルウェイ 2号機
  - シエラ・レイルウェイ 3号機
  - シエラ・レイルウェイ 28号機

### 博物館内での動態保存
- ボルチモア・アンド・オハイオ鉄道博物館
  - トム・サム
- コロラド鉄道博物館
- スティームタウン国定史跡
- イリノイ鉄道博物館（英語版）
  - セントルイス・サンフランシスコ鉄道（英語版） 1630号機（en）
- オレンジ・エンパイア鉄道博物館
  - ベンチュラ・カウンティ鉄道（英語版） 2号機